# Beat the Devil's Tattoo
Beat the Devil's Tattoo è il sesto album in studio del gruppo musicale alternative rock statunitense Black Rebel Motorcycle Club, pubblicato nel 2010.

## Tracce
1. Beat the Devil's Tattoo – 3:47
2. Conscience Killer – 3:47
3. Bad Blood – 5:11
4. War Machine – 3:59
5. Sweet Feeling – 3:27
6. Evol – 5:53
7. Mama Taught Me Better – 4:46
8. River Styx – 3:55
9. The Toll – 3:38
10. Aya – 5:39
11. Shadow's Keeper – 6:12
12. Long Way Down – 4:34
13. Half-State – 10:20

## Formazione
- Peter Hayes - voce, chitarra, basso, armonica, tastiere
- Robert Levon Been - voce, chitarra, basso, piano
- Leah Shapiro - batteria, percussioni